# Schimmelsbachtal
Das Naturschutzgebiet Schimmelsbachtal liegt im Westerwaldkreis in Rheinland-Pfalz. Das etwa 75 ha große Gebiet, das im Jahr 1990 unter Naturschutz gestellt wurde, erstreckt sich nordöstlich der Ortsgemeinde Herschbach. Westlich verläuft die B 413, östlich und südlich die Landesstraße L 292 und östlich die B 8. Das Gebiet wird vom Schimmelsbach, einem linken Zufluss des Holzbaches, durchflossen.
Schutzzweck ist die Erhaltung des Feuchtgebietes als Standort seltener in ihrem Bestand bedrohter wildwachsender Pflanzen und Pflanzengesellschaften, als Lebensraum bestandsbedrohter Tierarten und aus wissenschaftlichen Gründen.